# À cœur perdu (court métrage, 2022)
Pour les articles homonymes, voir À cœur perdu.
Pour plus de détails, voir Fiche technique et Distribution.
À cœur perdu est un film d’animation français de court métrage réalisé par Sarah Saidan et sorti en 2022, en lice pour l’Oscar du meilleur court métrage d’animation 2024.

## Synopsis
Omid est un immigré iranien, venu s’installer en France avec sa famille. Un soir, dans la rue, il est agressé et poignardé en plein cœur. Mais Omid se relève ! À l’hôpital, le diagnostic des médecins est formel : il n’a pas de cœur. Serait-il resté en Iran ?

## Fiche technique
- Titre : À cœur perdu

- Réalisation : Sarah Saidan
- Scénario : Sarah Saidan et Simon Serna
- Animation : Francesca Marinelli, Xavier Siria, Milena Mardos, Adèle Hamain
- Montage : Manon Dubois
- Musique : Pierre Oberkampf
- Producteurs : Camille Condemi, Jérôme Barthélemy, Daniel Sauvage
- Production : Caïmans Productions
- Pays d’origine :  France
- Durée : 14 minutes 32
- Date de sortie :
  -  France : 29 janvier 2022 (Festival du court métrage de Clermont-Ferrand)

## Distribution
- Saeed Mirzaei : Omid
- Taha Moghani : Ali
- Shahriar Sadr : Le trafiquant d’organes
- Alice Lendrevie : Baran
- Cécile Arnaud : La mamie
- Pierre-Alexis Touzeau : Un client et un voyou

## Distinctions

### Récompenses
À cœur perdu a remporté plus d’une vingtaine de prix en France et à l’étranger, et a été sélectionné dans plus de 200 festivals à travers le monde depuis sa sortie :
- « Prix du jury dans la catégorie Animation[2] » du New York International Children’s Film Festival (2023)
- « Prix du public » du Théâtre Raymond Kabbaz[3]
- « Prix du meilleur scénario » du T-Short Animated Film Festival (2023)
- « Prix du jeune public école et  collège » du Festival Courts-Circuits 66 (2022)
- « Prix du meilleur film d’animation Autres Regards » du Festival du Cinéma Européen de Lille (2023)

### Nominations
Il a également été sélectionné dans de grands festivals nationaux et internationaux comme le Festival Européen du Film Court de Brest (2022), le Festival du court métrage de Clermont Ferrand (2022), le Festival Côté court (2022), le Festival Off-Courts Trouville (2022), le Festival Européen du Film court de Nice ainsi que le Krakow Film Festival (2022) et le Festival international du film d'animation de Bruxelles (2023).